# Berliner Luft (Paul-Lincke-Lied)
Berliner Luft oder Das ist die Berliner Luft ist ein im Marschrhythmus geschriebenes Operetten-Lied, das Paul Lincke 1904 zu einem Text von Heinrich Bolten-Baeckers schrieb. Es war zunächst Bestandteil eines im Berliner Thalia-Theater 1904 uraufgeführten, rasch wieder von den Spielplänen verschwundenen, gleichnamigen Zweiakters, erklang jedoch bald als eigenständiges Musikstück häufig in den Konzertlokalen in und um Berlin. 1922 wurde Berliner Luft im Zuge einer abendfüllenden Erweiterung in die 1899 uraufgeführte, ursprünglich einaktige Operette Frau Luna aufgenommen.

## Hintergrund
Lincke machte die Berliner Luft zu einem Synonym eines freien Lebensgefühls in Berlin und Vorbild für Nicht-Berliner. Gleich zu Beginn der ersten Strophe rühmt das Lied das preisgünstige Unterhaltungsangebot der Stadt mit den Worten:
„Berlin! Hör ich den Namen bloß, da muß vergnügt ich lachen! 
Wie kann man da für wenig Moos den Dicken Wilhelm machen!“,
womit er sich auf die als sexuell ausschweifend und schlemmerfreudig dargestellte Lebensweise von König Friedrich Wilhelm II. bezog. Mit dem Erfolg des Stücks wurde der Begriff der „Berliner Luft“ im deutschsprachigen Raum verbreitet.
Lincke hat den Text in der Form eines Marsches vertont. Sven-Åke Johansson hat darauf hingewiesen, dass dieser Marsch keineswegs martialisch sei. Vielmehr höre man in dessen beschwingtem Rhythmus „den Takt der frühen Industrialisierung Berlins“. Relativ rasch wurde das Marschlied zum „Gassenhauer“ und auch unabhängig von der Operette von Chören und in Salons aufgeführt. Lotte Werkmeister sang es auf Schallplatte (1936) ein. Mit der Verfilmung von Frau Luna (1941) wurde auch die Interpretation von Lizzi Waldmüller auf Platte veröffentlicht. Auch fungierte es als Promenaden-Blasmusik.

## Bedeutung
Das Lied Berliner Luft gilt als inoffizielle Hymne der Stadt und wird auch häufig bei Auftritten von Militärkapellen gespielt. Besondere Bedeutung findet es jedoch traditionell am Ende des Saisonabschlusskonzerts der Berliner Philharmoniker in der Waldbühne und der Elblandfestspiele in Wittenberge. Das Werk wurde von einer Jury aus Hans R. Beierlein, Christian Bruhn und Dieter Thomas Heck in die Liste der „100 Schlager des Jahrhunderts“ aufgenommen.
Es gibt auch Coverversionen in anderen Sprachen, beispielsweise Een reisje langs de Rijn im Niederländischen. 2023 veröffentlichte Scooter eine Techno-Version des Liedes mit teilweise geändertem Text.